# Fortunato Abat
Fortunato „Tony“ U. Abat (* 10. Juni 1925 in San Juan, La Union; † 7. März 2018 in Manila) war ein philippinischer Generalmajor, Diplomat und Politiker, der unter anderem zwischen 1976 und 1981 Kommandierender General des Heeres der Streitkräfte der Philippinen, von 1982 bis 1986 Botschafter in der Volksrepublik China sowie zwischen 1997 und 1998 Verteidigungsminister war.

## Leben
Abat besuchte zwischen 1932 und 1939 die Singalong Elementary School in Manila sowie im Anschluss von 1939 bis 1941 die Araullo High School. Nach der japanischen Besetzung der Philippinen 1941 musste er seine Schulausbildung abbrechen und trat während des Zweiten Weltkrieges am 15. April 1944 als Freiwilliger in die Armee ein, um an der Rückeroberung der Philippinen teilzunehmen. Nach Kriegsende setzte er seine schulische Ausbildung an der La Union High School fort und schloss diese 1947 ab. Im Anschluss begann er eine Offiziersausbildung an der Philippine Military Academy in Baguio City, die er 1951 beendete. Während des Koreakrieges gehörte er dem dortigen Streitkräftekontingent PEFTOK (Philippine Expeditionary Forces to Korea) an. Nach verschiedenen weiteren Verwendungen wie zum Beispiel den Kämpfen gegen die Hukbalahap war er Assistierender Chef des Stabes für Operation und Ausbildung der 1. Infanteriedivision (1st Infantry Division), der sogenannten „Tabak-Division“ sowie Militärattaché an der Botschaft in Kambodscha. Des Weiteren gehörte er einige Zeit der Delegation im Ausschuss für Nachrichtendienstbewertungen der Southeast Asia Treaty Organization (SEATO) an. 
Nachdem er Kommandeur der 3. Selbständigen Infanteriebrigade (3rd Infantry Brigade (Separate)) war, wurde Brigadegeneral Abat am 16. Januar 1972 als Nachfolger von Brigadegeneral Emilio Alcoseba Kommandeur der 3. Infanteriedivision (3rd Infantry Division) und verblieb auf diesem Posten bis zum 26. November 1975, woraufhin Brigadegeneral Vicente Evidente sein Nachfolger wurde. Danach wurde er Kommandierender General des Central Mindanao Command (CEMCOM). Während dieser Zeit, die vom Höhepunkt der Rebellion der Nationalen Befreiungsfront der Moros MNLF (Moro National Liberation Front) geprägt war, wurde er landesweit bekannt. Die MNLF hatte in den 1970er Jahren unterbesetzte und isolierte Stellungen der Streitkräfte erobert und die Kontrolle von Gebieten übernommen, die heute in den Provinzen Maguindanao, Sultan Kudarat, North Cotabato und South Cotabato liegen.
Am 28. März 1976 wurde Generalmajor Abat nach einer kurzen Verwendung als stellvertretender Befehlshaber des Heeres Nachfolger von Generalmajor Rafael Zagala als Kommandierender General des Heeres (Commanding General of the Philippine Army), der Landstreitkräfte der Streitkräfte der Philippinen. Auf diesem Posten verblieb er bis zum 27. März 1981 und wurde dann von Generalmajor Josephus Ramas abgelöst. Danach schied er aus dem aktiven Militärdienst aus und wurde zunächst Mitarbeiter der Ministerin für menschliche Siedlungen (Minister of Human Settlements), Imelda Marcos, und danach im Mai 1981 Botschafter in der Volksrepublik China, wo er bis April 1986 verblieb.
Nach der EDSA-Revolution wurde Abat nach seiner Rückkehr während der Amtszeit von Präsidentin Corazon Aquino erst Direktor des Amtes für Veteranenangelegenheiten PVAO (Philippine Veterans Affairs Office) sowie im Anschluss Unterstaatssekretär im Ministerium für Nationale Verteidigung. Als solcher war er zwischen 1986 und 1988 Stellvertreter der Verteidigungsminister Rafael Ileto und Fidel Ramos sowie im Anschluss stellvertretender Generaldirektor des Nationalen Sicherheitsrates NSC (National Security Council), dessen Vorsitzender Ileto war. Er war ferner zeitweilig Vorsitzender des Regierungsgremiums für Friedensverhandlungen GRPPP (Government of the Republic of the Philippines Peace Panel), das mit militärischen Rebellen- und anderen sezessionistischen Gruppen wie der Islamischen Befreiungsfront der Moros MILF (Moro Islamic Liberation Front) in Mindanao verhandelte. Zu den wichtigsten Leistungen des Gremiums während seiner Amtszeit gehörte das Friedensabkommen mit den militärischen Rebellen 1995 sowie das am 18. Juli 1997 unterzeichnete Waffenstillstandsabkommen, das die Feindseligkeiten zwischen der Regierung und den Truppen der MILF beendete.
Am 16. September 1997 wurde Abat als Nachfolger von Renato de Villa Verteidigungsminister (Secretary of National Defense) in der Regierung von Präsident Fidel Ramos, den er bereits seit dem Koreakrieg kannte. Das Amt des Verteidigungsminister übte er bis zum Ende der Amtszeit von Präsident Ramos am 30. Juni 1998 aus.
Abat verstarb am 7. März 2018 im Veterans Memorial Medical Center in Manila.